# روس بارنت
روس بارنت هو محامي وسياسي أمريكي، ولد في 22 يناير 1898 في ستاندينغ بين في الولايات المتحدة، وتوفي في 6 نوفمبر 1987 في جاكسون في الولايات المتحدة. نشط حزبياً في الحزب الديمقراطي. وقد انتخب حاكم ميسيسيبي ‏ (19 يناير 1960 – 21 يناير 1964).